# 713 v.Chr.
Het jaar 713 v.Chr. is een jaartal volgens de christelijke jaartelling.

## Gebeurtenissen

### Italië
- Koning Numa Pompilius van Rome hervormt de kalender.

### Assyrië
- De Filistijnse steden Ashdod en Ashkelon komen in opstand tegen Assur.
- Terwijl het leger in Iran een veldtocht houdt verklaart Ambaris van Tabal zich onafhankelijk en valt Que binnen[1]

### Griekenland
- Leocrates wordt benoemd tot archont van Athene.

## Verwijzingen
1. ↑  Karen Radner, 'Tabal and Phrygia: problem neighbours in the West', Assyrian empire builders, University College London, 2013. Gearchiveerd op 7 mei 2023.